# 172E busz (Budapest)
A budapesti 172E jelzésű autóbusz a Kosztolányi Dezső tér és Törökbálint, Munkácsy Mihály utca között közlekedett. A vonalat a Budapesti Közlekedési Zrt. (és néhány menetet a VT-Arriva) üzemeltette.

## Története
A 172-es busz új jelzése 2008. augusztus 21-étől 172E lett.
A 172E busz egyik reggeli menete 2013. március 1-jétől betért az Újligeti lakótelephez. A járat üzemidejét kiterjesztették, így csúcsidőn kívül is közlekedett, illetve késő este (hétvégén is) további 3 járat közlekedett Budapest felé (kettő a Dayka Gábor utcáig, egy a Móricz Zsigmond körtérig).
A 4-es metró átadása óta, 2014. március 29-étől Kelenföld vasútállomás és Törökbálint között közlekedik 172-es jelzéssel. Üzemideje újra bővült, hétvégén is egész nap jár.

## Útvonala
| Törökbálint, Munkácsy Mihály utca felé | Kosztolányi Dezső tér felé |
| --- | --- |
| Kosztolányi Dezső tér vá. – Bocskai út – Nagyszőlős utca – Budaörsi út – – Sport utcai csomópont – 8105. számú út – Törökbálint, Raktárvárosi út – Kápolna utca – Munkácsy Mihály utca – Bartók Béla utca – Baross Gábor utca – Szent István utca – Kinizsi Pál utca – Károlyi Mihály utca – Kazinczy Ferenc utca – Szent István utca – Munkácsy Mihály utca – Törökbálint, Munkácsy Mihály utca vá. | Törökbálint, Munkácsy Mihály utca vá. – Munkácsy Mihály utca – Kápolna utca – (Diósdi út – Hegyalja utca – Márta utcai forduló – Törökbálint, Újligeti lakótelep – Hegyalja utca – Diósdi út – Kápolna utca) – Raktárvárosi út – 8105. sz. út – – Budapest, Budaörsi út – Ajnácskő utca – Hamzsabégi út – Bartók Béla út – Ulászló utca – Bukarest utca – Kosztolányi Dezső tér vá. |

## Megállóhelyei
| 0                                                                              | Kosztolányi Dezső tér végállomás             | 20 | 26 | 7, 7A, 7E, 40E, 53, 86, 87, 87A, 107E, 114, 150, 150E, 153, 187, 188E, 212, 213, 214, 240, 240E, 250, 272 19, 49 Távolsági járatok |
| 0                                                                              | Kosztolányi Dezső tér                        | ∫  | ∫  | 7, 7A, 7E, 40E, 53, 86, 87, 87A, 107E, 114, 150, 150E, 153, 187, 188E, 212, 213, 214, 240, 240E, 250, 272 19, 49 Távolsági járatok |
| 4                                                                              | Dayka Gábor utca                             | 14 | 20 | 40, 40E, 53, 87, 87A, 139, 150, 153, 187, 188E, 239, 240, 250, 272                                                                 |
| Budapest–Budaörs közigazgatási határa                                          |                                              |    |    | |
| Budaörs–Törökbálint közigazgatási határa                                       |                                              |    |    | |
| 11                                                                             | Méhecske utca                                | 5  | 11 | 140, 140i |
| 13                                                                             | Raktárváros                                  | 3  | 9  | 140, 140i |
| 15                                                                             | Tükörhegy                                    | 1  | 7  | 140, 140i |
| A szürkével jelölt megállókat a Törökbálintról 6.39-kor induló busz érintette. |                                              |    |    | |
| ∫                                                                              | Törökbálint, Diósdi út                       | ∫  | 6  | 755 |
| ∫                                                                              | Törökbálint, Liliom utca                     | ∫  | 5  | 755 |
| ∫                                                                              | Törökbálint, Újligeti lakótelep              | ∫  | 3  | 755 |
| ∫                                                                              | Törökbálint, Liliom utca                     | ∫  | 2  | 755 |
| ∫                                                                              | Törökbálint, Diósdi út                       | ∫  | 1  | 755, 758 |
| 17                                                                             | Bartók Béla utca                             | 0  | 0  | 88, 140, 140i, 272 755, 758 |
| 18                                                                             | Baross Gábor utca                            | ∫  | ∫  | 88, 140, 140i, 272 755, 758 |
| 19                                                                             | Harangláb                                    | ∫  | ∫  | 88, 140, 140i, 272 755, 758 |
| 20                                                                             | Ady Endre utca                               | ∫  | ∫  | 88, 140, 140i 755 |
| 21                                                                             | Őszibarack utca                              | ∫  | ∫  | 88, 140, 140i |
| 22                                                                             | Károlyi Mihály utca                          | ∫  | ∫  | 88 |
| 24                                                                             | Katona József utca                           | ∫  | ∫  | 88 |
| 25                                                                             | Zrínyi utca                                  | ∫  | ∫  | 88 |
| 26                                                                             | Harangláb                                    | ∫  | ∫  | 88, 140, 140i, 272 755, 758 |
| 27                                                                             | Törökbálint, Munkácsy Mihály utca végállomás | 0  | 0  | 88, 140, 140i, 272 755, 758 |